# Tchéchmé Maalé
Tchéchmé Maalé (en macédonien Чешме Маале) est un village du sud-est de la Macédoine du Nord, situé dans la municipalité de Radovich. Le village ne comptait aucun habitant en 2002.